# Mordellistena leveyi
Mordellistena leveyi is een keversoort uit de familie spartelkevers (Mordellidae). De wetenschappelijke naam van de soort is voor het eerst geldig gepubliceerd in 1989 door Batten.